# 리얼TV
리얼TV는 KX이노베이션(주)가 운영하고 있는 예능, 오락, 성인채널이다. 리얼리티 장르 이외에도 K리그 중계를 편성하고 있다.

## 설립 및 개국
리얼리티 전문채널로써 2004년 9월 25일에 설립하여 2005년 2월 14일에 개국하였다.

## K리그 중계
스포츠 비전문 케이블 방송으로서는 처음으로 현대오일뱅크 K리그 2011을 매주 두경기씩 생중계하였으나 4월말 중단하였다.

## C&M과의 송출권 갈등
리얼TV가 딜라이브(당시 C&M이라는 명칭을 사용했던 시절)와의 송출권 갈등을 빚은 것은 2011년 6월, C&M의 각 SO에서 채널 송출을 일방적으로 중지할 채널을 대상으로 물색하려고 하는 C&M(현 딜라이브) 소속 SO사들의 리얼TV 송출 중지가 결정된 지역이 본격적으로 늘어나게 되자, 리얼TV가 다른 씨앤앰 소속 SO들에서도 송출을 모두 다 중단해야 하는 결과가 있었던 전례도 있다.